# Fantasy-Jahr 1985
Übersicht

◄◄ | ◄ | 1981 | 1982 | 1983 | 1984 | Fantasy-Jahr 1985 | 1986 | 1987 | 1988 | 1989 | ► | ►►

Weitere Ereignisse